# Señera (Valencia)
Señera (en valenciano y oficialmente Senyera) es una localidad y municipio español situado en la parte meridional de la comarca de la Ribera Alta, en la provincia de Valencia, Comunidad Valenciana. Su población es de 1124 habitantes (INE 2024).

## Geografía
El pequeño municipio de Señera, de sólo 2 km² está situado en la margen derecha del río Albaida, razón por la que ha sufrido varias inundaciones a lo largo de su historia. El relieve es totalmente llano y toda la superficie, a excepción del casco urbano, está puesta en cultivo. El agua para el riego procede de este río y es distribuida por varias acequias. El clima es de tipo mediterráneo.

### Localidades limítrofes
El término municipal de Señera limita con las siguientes localidades:
Manuel, Puebla Larga, San Juan de Énova y Villanueva de Castellón todas ellas de la provincia de Valencia.

## Historia
Su origen parece estar en una alquería andalusí que, al igual que la cercana Benamegís resultó en señorío de los Sanç de Játiva y acabó formando parte del marquesado de Benamegís. En 1572 había 47 vecinos (unos 188 hab.) en el marquesado, población que aumentó a 54 (216 hab.) en 1609, momento en que tuvo lugar la expulsión de los moriscos. El territorio quedó totalmente despoblado y, si bien se otorgó carta puebla a Señera en 1611, Benamegís nunca volvió a poblarse.
En 1646 Señera contaba ya con 18 casas habitadas. A finales del siglo XVIII Señera seguía siendo un lugar pequeño, con sólo 177 habitantes, que no habían crecido debido a las fiebres que provocaba el cultivo de arroz, al que se destinaban más de la mitad de las tierras del término. La población se triplicó durante el siglo XIX y en 1900 tenía ya 531 habitantes.

## Demografía
Señera cuenta con una población de 1124 habitantes (INE 2024).
| Gráfica de evolución demográfica de Senyera entre 1842 y 2021                                                       |
| |
| Población de derecho según los censos de población del INE Población de hecho según los censos de población del INE |

## Economía
Su economía es básicamente agrícola, cultivándose en regadío naranjos, hortalizas y frutas. Existen asimismo algunas industrias alimentarias, almacenes de frutas y una carpintería.

### Comunicaciones
Desde Valencia, se accede a esta localidad a través de la A-7 para enlazar con la CV-560 y luego con la CV-564.

### Urbanismo
El casco urbano antiguo se halla ordenado siguiendo dos calles principales, la Mayor y la de Ramón y Cajal, y varias transversales, con tres pequeña plazas de la que destaca la de la iglesia, en donde se levanta la parroquia de Santa Ana. El resto del pueblo es relativamente reciente, habiéndose construido en 1959 el grupo Jaime I en la parte noreste y en la década de 1980 varias viviendas más a lo largo de la calle Señera (prolongación de la Mayor) y de la carretera de Villanueva de Castellón, donde se construyó el nuevo ayuntamiento.

## Administración y política

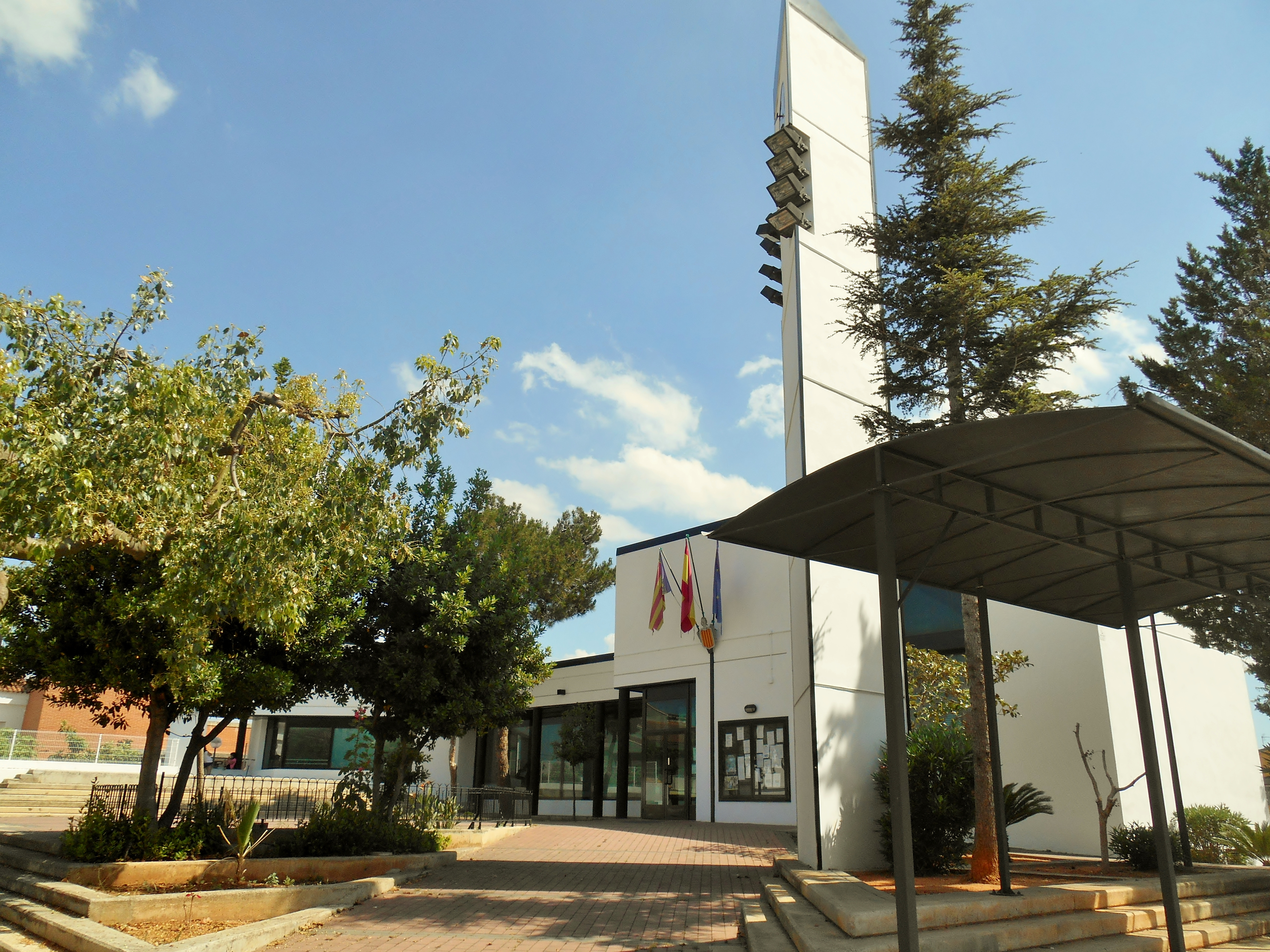
Casa consistorial

### Administración y política
| Años mandato | Nombre del alcalde        |
| ------------ | ------------------------- |
| 1833-1849    | Francisco Martínez        |
| 1849-1852    | Manuel Climent            |
| 1852         | Atanasio Francés          |
| 1920-1928    | José Francés Blasco       |
| 1928-1936    | Francisco Álvarez Alborch |
| 1936-1938    | Miguel Ivars Francés      |
| 1938-1939    | Rafael Catala Garrigues   |
| 1939-1944    | Evaristo López Ramon      |
| 1944-1963    | José Romero Mompey        |
| 1963-1963    | Edelmiro Codina Francés   |
| 1963-1964    | Alfredo Palau Momparler   |
| 1964-1974    | Ricardo Francés Codina    |
| 1974-1979    | Francisco Codina Francés  |

| Periodo   | Nombre                                              | Partido                 |
| --------- | --------------------------------------------------- | ----------------------- |
| 1979-1983 | Eliseo Tomás Escuriet                               | PSOE                    |
| 1983-1987 | Eliseo Tomás Escuriet                               | PSOE                    |
| 1987-1991 | Juan Mario Ferrandis Climent                        | Independiente, AESI     |
| 1991-1995 | Miguel Ángel Tomás Juan Mario Ferrandis             | Independiente, GIS PSOE |
| 1995-1999 | Juan Mario Ferrandis Climent                        | PSOE                    |
| 1999-2003 | Juan Mario Ferrandis Climent                        | PSOE                    |
| 2003-2007 | Ramiro Climent Espí                                 | PSOE-BLOC               |
| 2007-2011 | Ramiro Climent Espí                                 | PSOE-BLOC               |
| 2011-2015 | Pilar Alandes Grimaltos                             | PP                      |
| 2015-2019 | Pau Mascarós Alandes Francisca Maria Momparler Orta | Compromís PSOE          |
| 2019-2023 | Francisca Maria Momparler Orta                      | PSOE                    |
| 2023-act. | Francisca Maria Momparler Orta                      | PSOE                    |

## Patrimonio
- Iglesia parroquial de Santa Ana: datada en el siglo XVIII, perteneció en origen a la rectoría morisca de Benamegís.[2]
- Ayuntamiento Nuevo.
- Depósito de agua potable: inaugurado en 1985, tiene forma de copa.

## Fiestas
• Semana Santa, 4 Cofradías y especial Domingo de Resurrección.
- Fiesta mayor: Se celebra el 26 de julio en honor de la patrona, Santa Ana, y participan sus camareras.[4]
- Fiesta de las Hijas de María: Tiene lugar la primera semana de agosto, tomando parte las chicas más jóvenes del pueblo.[5]
- Fiesta de la Virgen de la Asunción: se celebra la semana posterior a las Hijas de María y en ella participan las mujeres casadas, denominadas Clavariesas.[cita requerida]
- Fiestas patronales: se celebran la penúltima semana de agosto en honor al Santísimo Cristo de la Buena Muerte y Santa Ana. Hay Reina de fiestas con su Corte de Honor y Clavarios. Se realizan asimismo desfiles de Moros y Cristianos.[cita requerida]